# FTTH

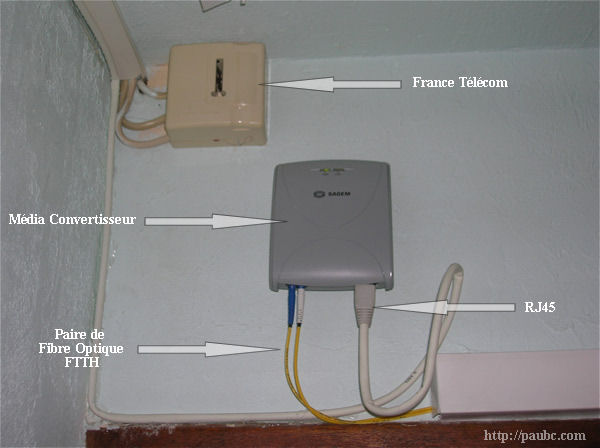
FTTHの装置の一例。
灰色のボックスがメディアコンバーター（光回線終端装置などを内蔵）
メディアコンバーターの左下が光ケーブル、右下がイーサネットケーブル（写真はRJ-45）である。

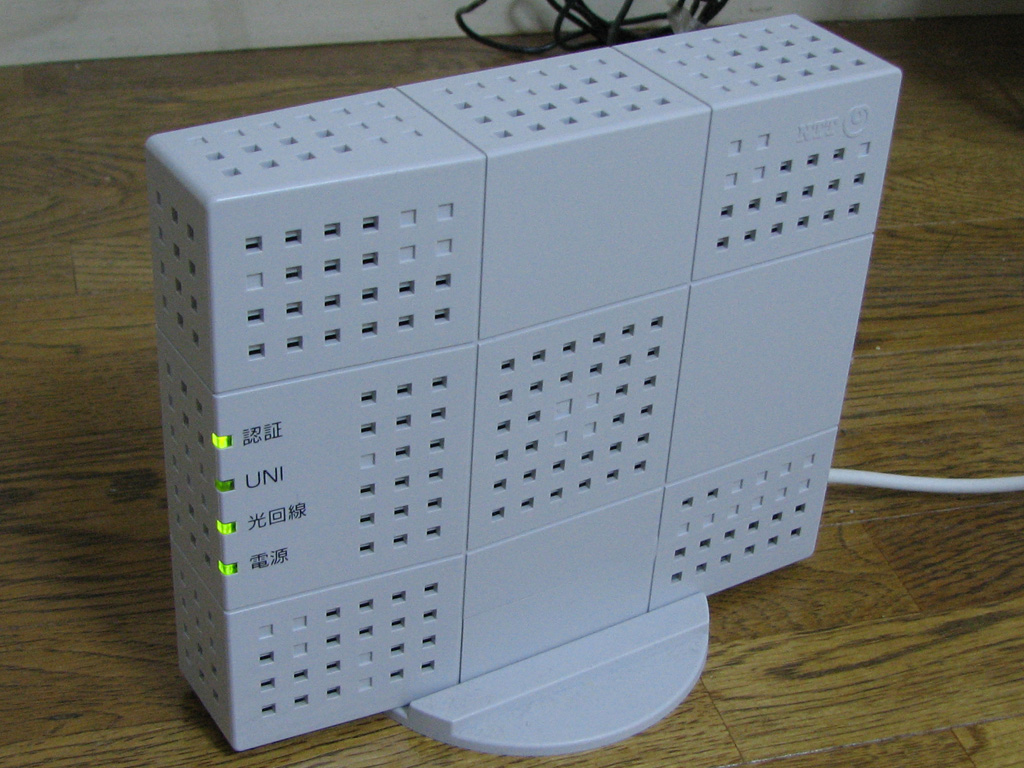
Bフレッツ ハイパーファミリータイプ用の光回線終端装置

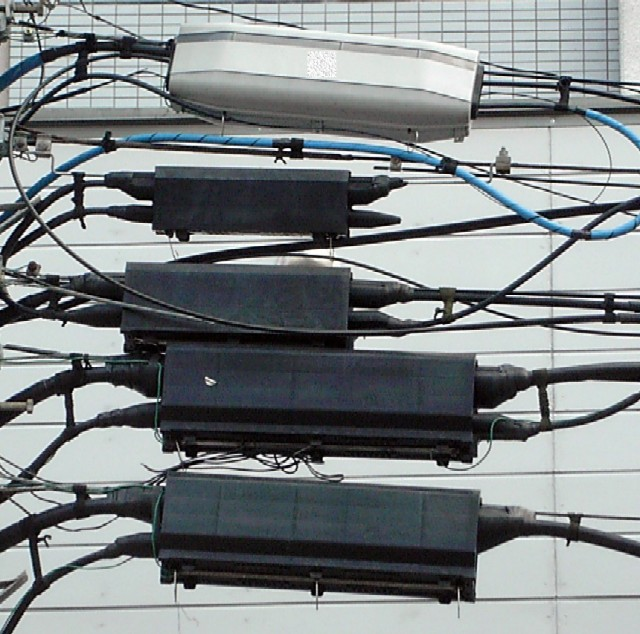
電信柱付近で見つけることができる、架線用のクロージャ。一番上の白い端子函の中に光ファイバーの分岐点があり、そこから各建物へと配線される。

Fiber To The Home（ファイバー・トゥ・ザ・ホーム）または略してFTTH（エフ・ティー・ティー・エイチ）とは光ファイバーを伝送路として一般個人宅へ直接引き込む、アクセス系光通信の網構成方式のことである。また一般個人宅に限らず、同様の形態でサービスの提供を受ける小規模なオフィスも含めてFTTP (Fiber To The Premises: 敷地) ということもある。
収容局設備から各ユーザー宅までのラストワンマイルにおいて光通信の伝送システムを構築し、広帯域（主に100Mbps - 10Gbps）の常時接続サービスを主に提供するものである。(小文字の bps はビット毎秒であることに留意されたい。)
なお光通信分野における広義のFTTHは光ファイバーを伝送路に使用したアクセス系通信システムの総称として、FTTxに示される網構成によるものも含める。狭義のFTTHは、FTTxのうち一般個人宅まで直接引き込まれる網構成のみをいい、区別される。

## 特徴

### 利点
電話線を利用するADSLと比較して、収容局（中継局）からの線路長が長くても伝送損失の影響が少なく、また道路・鉄道・AMラジオ放送といったノイズ源からの干渉等による外部の影響も受けない。それらを原因とした速度低下や切断（再トレーニング）も少なく、安定した通信が可能である。収容局から加入者宅までの通信可能距離は、後述する PON の場合では概ね 20 kmまでとなっている。
安定したIP電話・IPテレビ電話、光波長多重通信によるデジタルテレビ放送を含む多チャンネルのケーブルテレビ
の同時伝送など、多彩なサービスの提供が可能である。
上り（≒送信）の帯域がADSLよりも多く確保されているため、撮影した動画の送信や自宅サーバ運営など大容量のデータをやりとりする環境では大きな利点となる。

### 欠点
電話線やケーブルテレビなどの既存の通信網とは別に新規に光通信網を構築するため、サービスエリアの拡大に多大な費用がかかる。そのため、提供されるエリアは一般的には都市部や需要のある地域などに限定される。尚、離島でも八丈島のようにBフレッツが利用可能な例もある（「情報格差」も参照）。
従来は、ガラス製の光ケーブルがその性質から屋内の配線での自由な取り回しが利かず、また取り扱いに一定の知識・技術、専用の工具を要していた。各戸への光ケーブルの引き込みが考慮されていない設計が古いマンションやアパートなどの集合住宅・ビルでは、戸別導入は難しく、代替としてLAN配線、VDSLやFWAなどを利用していた。これらは FTTH に含めず FTTB と呼ばれる。
プラスチック製クラッド光ファイバーケーブルの導入・普及により、ガラス製クラッドよりも曲げに強く、さらに5mm程度の小径曲げもできるような技術開発が進み、屋内配線として、既存の配管にも導入しやすくなっている。現状は圧力・穿孔等の耐性を除いては2芯電話線と大差ない特性を持つ光ファイバーケーブルが普及し、従来は前述のVDSL等を利用する必要があったケースでも、光ファイバーの直接引き込み (FTTH) が行われている。
ISPが最大通信速度 100 Mbps - 10 Gbpsをベストエフォートで提供している。これは、加入者と局舎間の通信規格上の最大速度であって、光ファイバーの芯を共有（下記参照）し、数 Gbps - 数十 Gbps程度のバックボーン回線を使用しているため、インターネットなどへの通信速度は最大値から大きく下回る場合が多い。

## アクセス網の網構成方式
収容局設備内から各ユーザ宅までのアクセス網のネットワーク構成として次のようなものがある。

### 専有型
「占有型」ともいい、収容局設備（中継局）から各ユーザー宅までを直接1本の光ケーブルで結ぶもの。伝送帯域を1つの加入者で専有でき網構成も単純であるが、それが故に運用コストが高くなる。Single Starと呼ばれている。

### 共有型
収容局設備（中継局）から各ユーザ宅の間に光ケーブルの分岐ポイントがあるもの。一つの光ケーブルを多くのユーザーで共有するため、収容局内の伝送設備などの運用コストを低く抑えることができる。
専有型と比べて、1軒あたりの収容局までの伝送速度は利用するユーザーが多いほど反比例する形で低くなる。ただし、ユーザが享受できる伝送速度は専有型・共有型だけでは決定されない。これは局設備で専有回線及び共有回線を一つに束ねそこにコアネットワークへ接続する形をとるが、そのコアネットワークの状況にも大きく左右されるため一概に専有型だから速いあるいは共有型だから遅いということはいえない。
共有型にも以下の2種類がある。

#### Active Optical Network (AON)

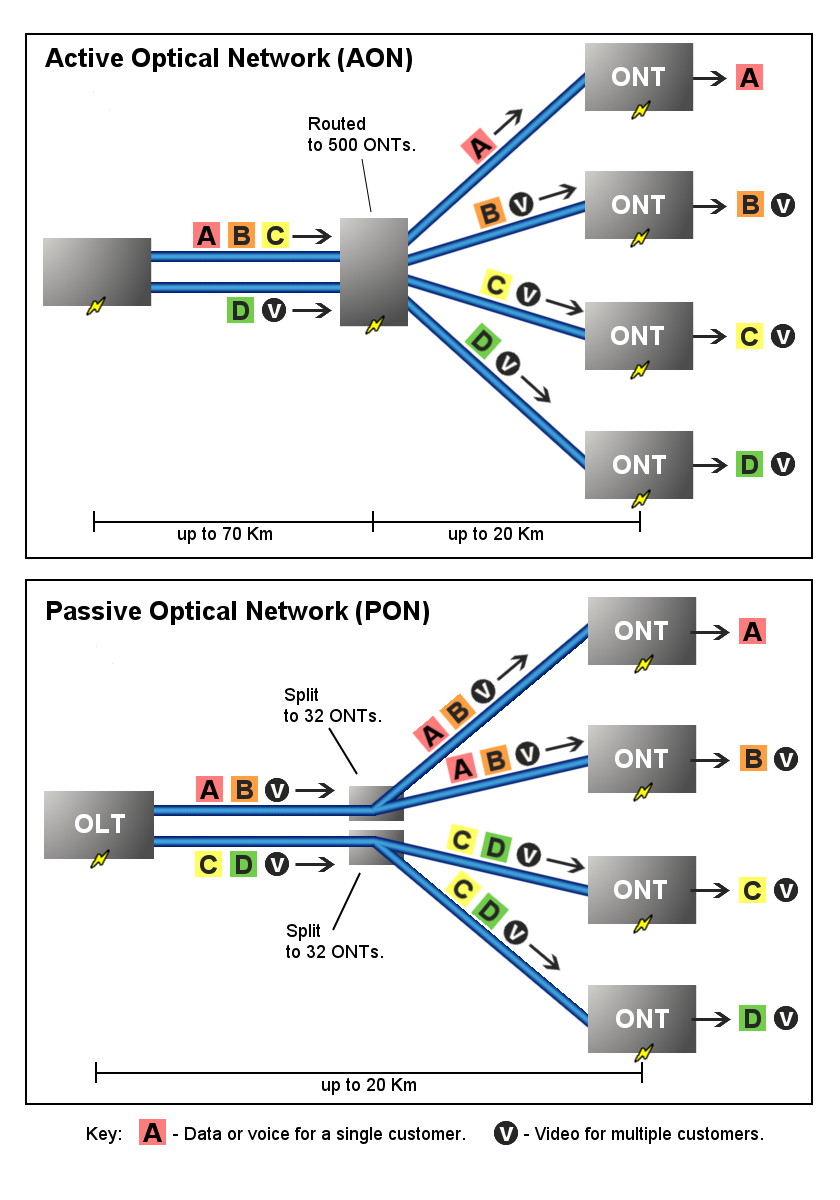
AONとPONの通信の比較図

中継局からの1本の光ケーブルを能動素子（電子回路）で分岐させ加入者と結ぶもの。能動素子が分散設置されるため保守が煩雑となる。Active Double Star と呼んでいる。

#### Passive Optical Network (PON)
光スプリッタ（光カプラ）と呼ばれる光受動素子（光学部品）で1本の光ファイバーを分岐させているもの。ケーブルの延長距離の短縮と、中継局装置の数の減少を図っている。Passive Double Star と呼んでいる。
次のような種類がある。
A-PON（ATM-PON）
ATM (Asynchronous Transfer Mode) をプロトコルとして用いたもの。
BPON (Broadband PON)
WDM（波長分割多重）を用いたもの。あるいはITU-T G.983シリーズで標準化されたATM-PONを指す。
E-PON (Ethernet-PON)
イーサネットをプロトコルとして用いたもの。
GE-PON (Gigabit Ethernet-PON)
ギガビット・イーサネットをプロトコルとして用いたもの。特にIEEE 802.3ahとして標準化されたものを指すことが多い。
G-PON (Gigabit PON)
ITU-T G.984シリーズで標準化されたPON。
XG-PON (10Gigabit PON)
ITU-T G.987シリーズで標準化されたPON。
GE-PONを利用したインターネット接続サービスの多くは、各ユーザー側光回線終端装置からユーザー共有している局終端装置（OLT：Optical Line Terminal）までの通信規格上の最大速度と比較した場合、バックボーンが細いなどといったボトルネックが原因で、ユーザ端末側 - インターネット上のサーバ間で公称速度どおりのスループットに達しないことが多い。また、使用する光の波長等が規格化されていないため、OLTとONTは同一メーカーのものを使用する必要がある。

## 日本におけるFTTH

### 普及度
2001年以降、USEN・東西NTT（Bフレッツ）・電力系通信事業者らによって、光ファイバーを使い、より安定して高速な通信が可能なFTTH接続が都市部で開始された。2000年代後半以降は、利用可能地域の拡大と共に、家電量販店などにおけるセールスも、FTTHの方に力を入れることが多くなっている。
2010年代以降は集合住宅向け光接続の料金がADSL接続と大差がなくなりつつある。さらに、日本全国で2012年3月31日に実施された地上デジタル放送への完全移行によって、「アンテナの代わり」としてCATVやFTTHのセールスが行われることがあり、それに伴う移行も考えられる。
当初FTTHは下り公称帯域 10 Mbpsで開始された。後に幹線の速度が 100 Mbpsに強化され、2010年代には幹線の速度が1Gbps、2010年代後半には10Gbpsとなった。
2021年現在、ユーザ末端の規格上（公称値）の最高通信速度は、ソニーネットワークコミュニケーションズのNURO光、オプテージ（旧・ケイ・オプティコム）のeo光、KDDIのauひかり、中部テレコミュニケーションのコミュファ光、NTT東日本およびNTT西日本のフレッツ 光クロスが 各 10 Gbps、STNetのPikara、QTnetのBBIQが各 1 Gbpsである。
低価格プランとして 100 Mbpsのものがある。普及初期においては、50・20・10 [Mbps]のプランも存在した。
商用サービスにおける下り（≒受信）の平均実効速度は、公称帯域の50 - 70%が一般的であり、全ての都道府県においてADSLより速いが、東京都 50 Mbps、沖縄県 10 Mbpsと地域によって差がある。
《0AB〜J》を使用したIP電話が利用可能となり、超高速性を生かしVODやIPテレビ電話の提供が本格化し始めた。
FTTHのサービスはインフラストラクチャーとして、デジタル・ディバイド解消のため、地理的条件に左右されず希望者にサービスが提供されることが理想である。距離に関係なく一定の通信品質を提供できることから、ブロードバンド・ゼロ地域や携帯電話不感地帯の解消といった、いわゆる情報格差の解消の実現のためにも期待されている。
ADSLでは低速な通信しかできなかったり通信できなかったりする、本来FTTHが必要とされる過疎地域や市街地の周辺地域について、電気通信事業者が採算性を理由にサービスの提供を拒否している地域が存在し、近年のサービス提供エリア拡大により格差が解消されつつある傾向はあるものの、該当地域での不満が拡大しつつある。FTTHが特別なサービスとはいえない状態にまで普及しつつあるなか、サービス提供の平等化が重要となっている（「情報格差」も参照）。

### 一分岐貸し問題
加入者線共有型のFTTHにおいて、NTT東・西が他事業者に一芯単位で貸し出している光ケーブルを、一分岐ごとに貸し出すことの是非をめぐる問題である。総務省情報通信行政・郵政行政審議会 電気通信事業部会 接続委員会で審議されている。
光回線を持たないADSLを提供している事業者が光回線を借りる場合、空き分岐が発生するリスクがなくなり、格安にFTTHを提供することができる。しかし、光回線を貸し出すNTTにとっては、新技術の導入による回線速度の向上や帯域制御が困難になり、光回線の新設投資の回収の年月の延長につながり、普及の妨げになる。
一分岐貸しの場合、NTTのみが損失を負担するため、空き分岐の解消への借りる事業者の意欲が低下し、設備利用率の低下につながるとの指摘がある。また、設備投資リスクを回避した格安業者の出現は、自社で光回線を設置しているNTT以外の事業者の設備投資の回収可能性を低下させる。
ほとんどがNTTの固定電話を使用していた既設メタル回線によるADSLから、プロバイダがIP電話を提供するFTTHへの切り替えが、携帯電話により通話時間が減っている中でNTTの収益悪化を加速させていることもある。
FTTHにおけるNTTによる寡占化（NTT西日本、東日本を合計した全国シェアは約69.7%（2015年9月末現在））が問題視されているものの、NTT西日本営業地域では、NTT西日本のシェアが50%を下回っている地域もあり、局地的には電力系通信事業者・CATV業者などと熾烈な競争が展開されている。一方でNTTは、物理的なケーブルではないものの、フレッツを介して広くVNOであるプロバイダ各社にネットワークを提供しており、物理回線を提供する業者として一定の義務を果たしているともいえる。
2011年11月18日、総務省による調停が、望まない形で結審したことから、ソフトバンク系列は、NTT東西に対して訴訟を起こしたものの敗訴している。ソフトバンク系列は、コストがかかるにもかかわらず自社のFTTHユーザが増えないため、フレッツを利用したFTTHを提供していた。2015年2月から、NTTの光回線サービスの卸売でソフトバンクモバイルブロードバンドと組み合わせたインターネット接続事業を開始している。ADSLの場合よりも利益率が低いのみならず、想定している一分岐貸しの場合に見込まれる粗利率よりも低くなると予想されている。
一芯単位であることには利点もある。KDDIは、一芯単位であることの利点を利用して、1Gbps専有型での通信サービスを提供している。

### 光回線サービスの卸売

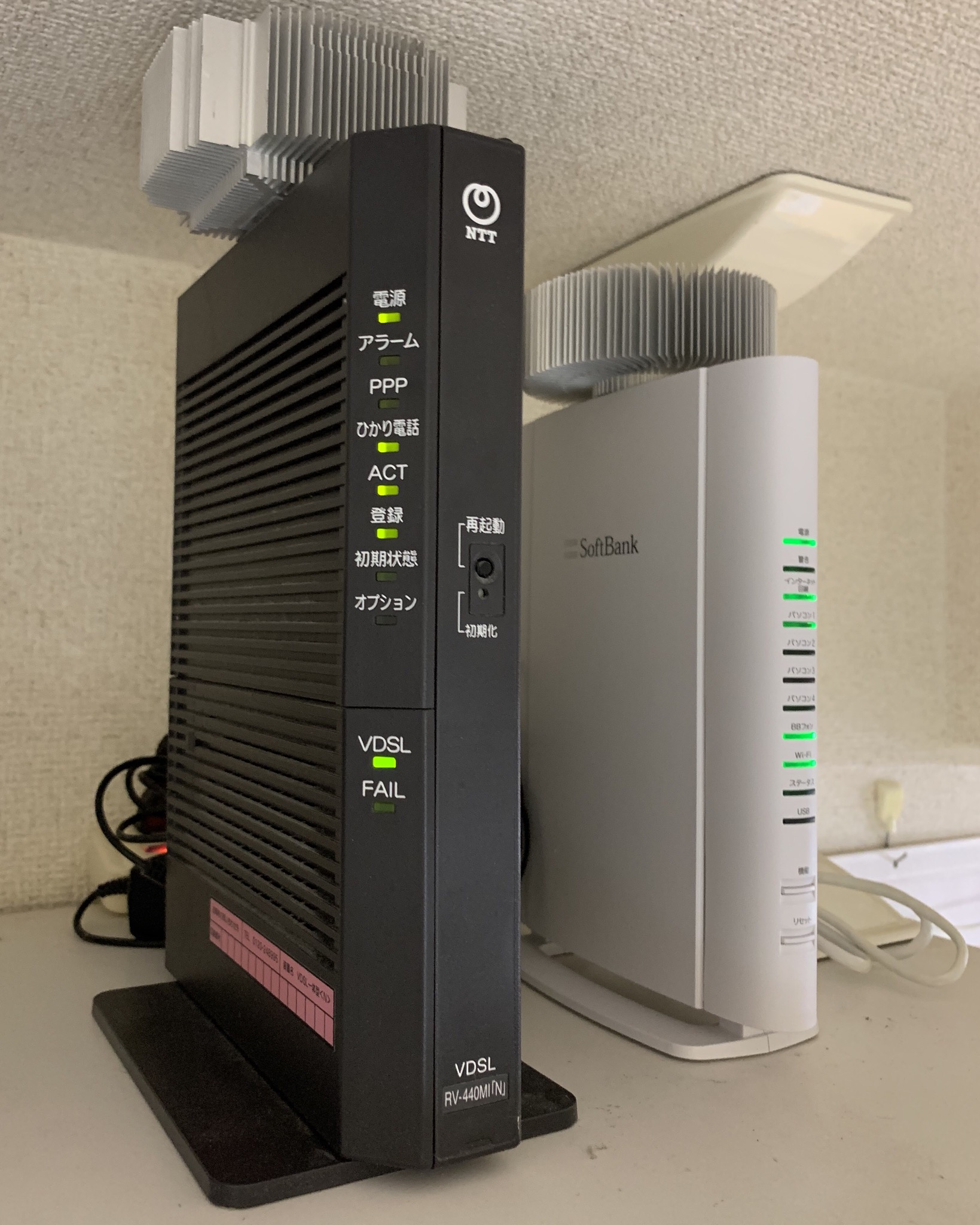
光コラボレーションモデル VDSL装置（NTT東西）と光BBユニット（ソフトバンク）

2015年2月から、NTT東西による光回線サービスの卸売が開始された。携帯電話のMVNOと同様、通信設備を持たない事業者がネットワークを借り、「FVNO」（Fixed Virtual Network Operator; 仮想固定通信事業者）として自社ブランドでサービスを提供する。携帯電話・モバイルブロードバンド・エネルギー小売り・機械警備などを組み合わせたサービスが提供・企画されている。
一分岐貸しは物理的な機器レベルで分割して共用するのに対して、「サービス卸」は、仮想ネットワークサービスの提供であって、物理的な光ケーブルや機器は回線業者（この場合, NTT）による一括管理下にある点が異なる。
総務省が発表した「電気通信事業分野における市場分析 に関するデータブック（平成 27 年度）」によると、2016年3月末現在で、光回線サービスの卸売は376社469万回線で行われている。そのうちNTTグループ全体で44.6%のシェアを占めていることから、「NTTはNTTドコモにFMC（固定・移動融合サービス）を行わせ、事実上のNTTグループの一体運営につながる」と、他業者から批判されている。また、一分岐貸しと同様な影響があるとの光回線を敷設してきた他の業者の懸念の解消のため、NTT東西からの光回線サービスの卸売料金・工事費・販売促進費などは、コストを下回る料金を設定できず、合理的理由なしに業者間で差をつけることができない。
また、消費者保護のための措置が関係各社に要請された。

### 違法勧誘問題
光回線サービスの卸売の場合、NTT東西から「転用」という簡易な手続きで乗換えが可能となった。しかし、転用した回線を業者変更する場合、契約解除料を請求され、電話番号・メールアドレスが変わり、新規加入と同等の工事費が必要となる。
特に代理店による違法勧誘・不正契約が社会問題化している。個人情報を聞き出し、無断で契約変更を行うなど、非常に悪質なものもあった。身分を偽った勧誘も多発している。また、PCに不慣れな人間に遠隔操作ソフトを導入させて、契約させる事例も発生している。
電気通信事業法施行規則改正が改正され2022年7月より電話勧誘における説明書面を用いた提供条件説明の義務化・期間拘束契約に係る違約金等に関する制限が設けられる。